# 拉蒙·阿莱格雷
拉蒙·阿莱格雷（西班牙語：Ramón Alegre，1981年5月14日—），西班牙男子曲棍球运动员。他曾代表西班牙参加2004年、2008年和2012年夏季奥林匹克运动会曲棍球比赛，其中2008年奥运会获得一枚银牌。

## 家庭
弟弟戴维·阿莱格雷。